# Internatssportschule Trakai

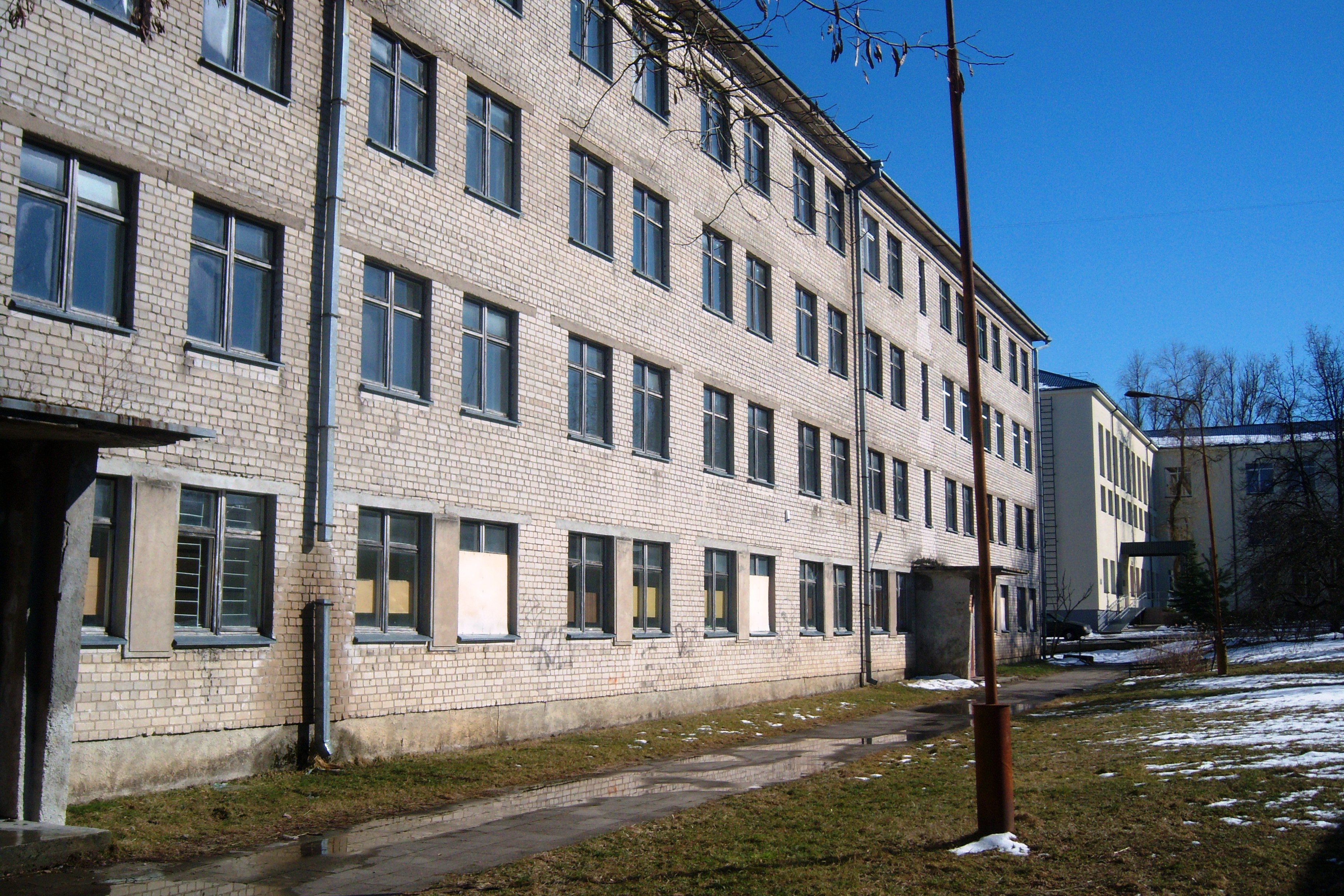
Wohnheim (2012)

Die Internatssportschule Trakai (litauisch Trakų internatinė sporto mokykla) war eine als Internat geführte allgemeinbildende Mittelschule mit besonderem Bildungsschwerpunkt Sport (Rudern). Sie befand sich in der litauischen Stadt Trakai. Nach zwölf Klassen konnte mit dem Abitur die Hochschulreife erreicht werden. Unter den Absolventen waren auch Olympiateilnehmer.

## Geschichte
In der sowjetlitauischen Mittelschule Trakai unterrichtete man nur in russischer und polnischer Sprache. Es gab eine Nachfrage nach litauischen Klassen. Die Liste der litauischen Schüler wurde dem Bildungsministerium Litauen vorgelegt. 1957 wurde die litauische Schule im Gebäude des Lehrerseminars Trakai eingerichtet. In den ersten Jahren gab es 200 Schüler. Ab 1962 wurden in der Wasserburg Trakai Abiturfeiern veranstaltet.
Ab 1966 gab es spezielle Ruder-Sportklassen. Diese befinden sich seit 1986 in der Internatssportschule Vilnius.
2000 wurde die Schule zum Kinderheim Trakai. 2011 wurde in dem Gebäude eine Abteilung der Verwaltung der Rajongemeinde Trakai eingerichtet.

## Direktor
- 1957–1964: Vytautas Cegelskas
- Juozas Sinica
- Jonas Bagdonas
- Jonas Mišeikis
- Algirdas Ramanauskas
- 1983–1987: Petras Zalitis
- 1987–2000: Virmantas Steponavičius

## Schüler
- Juozas Bagdonas (1968), Ruderer
- Saulius Bucevičius, Politiker
- Edmundas Daukantas, Unternehmer, Rudern-Richter
- Aušra Gudeliūnaitė, Rudersportlerin
- Albinas Januška, Diplomat
- Leonardas Kęstutis Jaskelevičius, Politiker
- Saulius Krasauskas, Ruderer
- Violeta Lastakauskaitė, Ruderin
- Valdemaras Mačiulskis Ruderer
- Vaiva Mainelytė, Schauspielerin
- Jūratė Martinkutė, Musikerin
- Stasė Nedzinskienė, Pädagogin
- Sigutis Obelevičius (1959–2024), Bürgermeister von Anykščiai
- Svajūnas Polikevičius, Sambo-Weltmeister
- Kęstutis Ramanauskas, Politiker von Trakai
- Birutė Šakickienė (Juozėnaitė), Ruderin[7]
- Gintaras Žagunis (1957–1991), Grenzschützer